# Àngel Guimerà

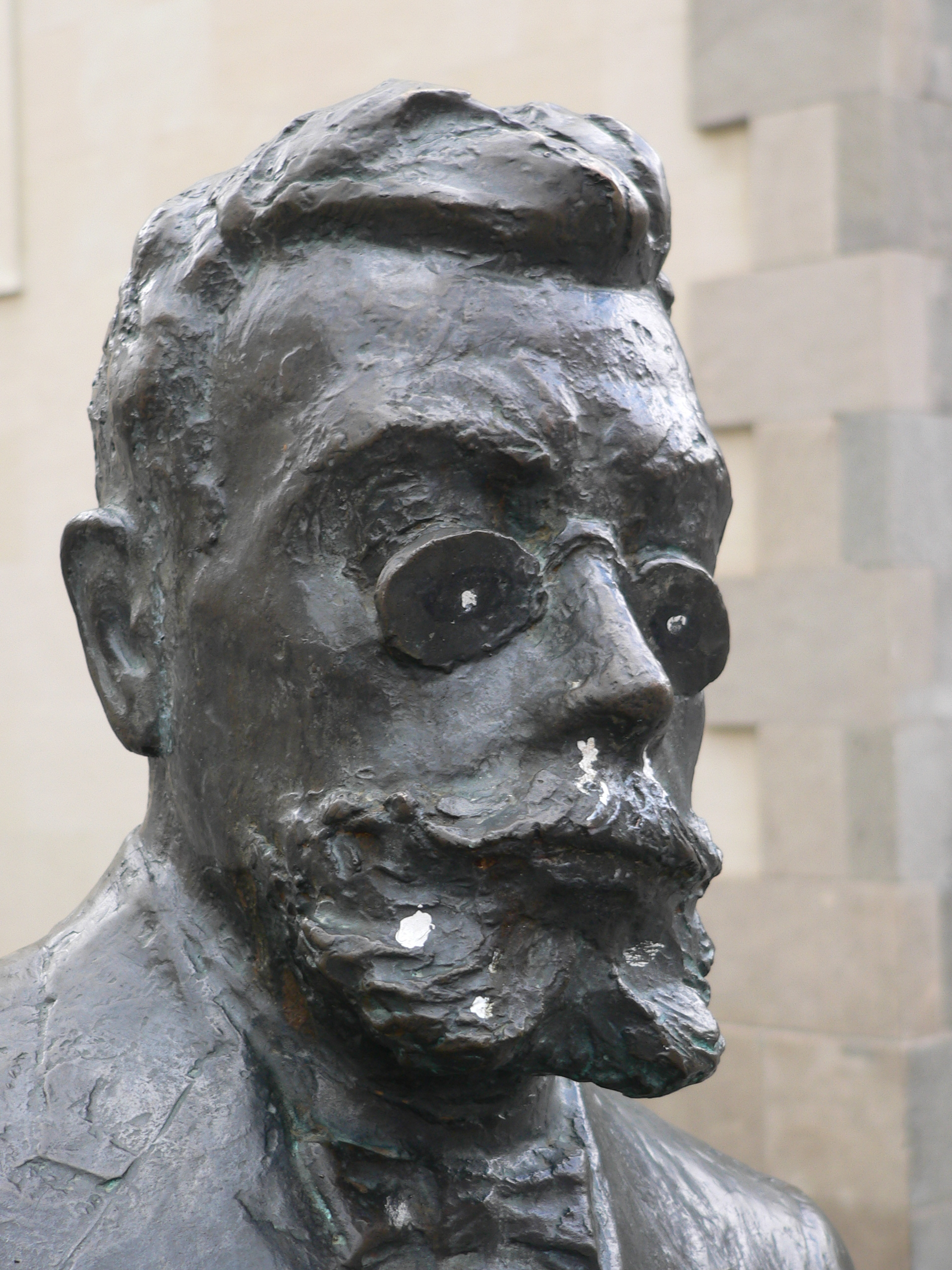
Statuia lui Ángel Guimerá din fața teatrului care îi poartă numele din Santa Cruz de Tenerife

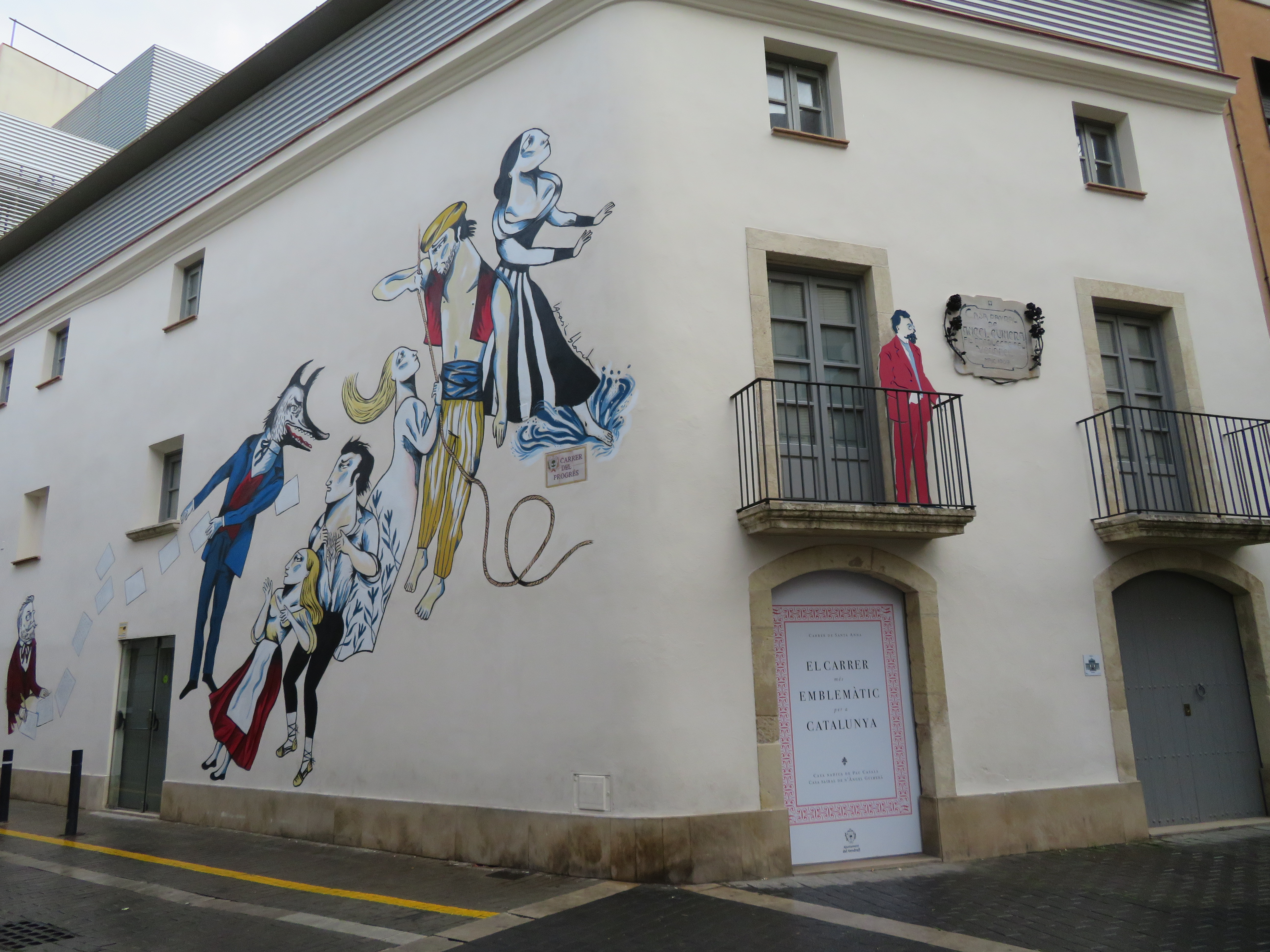
Casa de Ángel Guimerá en El Vendrell, Tarragona

Àngel Guimerà i Jorge (n. 6 mai 1845, Santa Cruz de Tenerife, Provincia Santa Cruz de Tenerife, Spania – d. 18 iulie 1924, Barcelona, Catalonia, Spania), cunoscut în sursele spaniole ca Ángel Guimerá y Jorge, a fost un scriitor spaniol.
Lirica sa se remarcă prin fantezie, fervoare, naturalețe și forță plastică a expresiei. Dramele sale romantice, în versuri pe teme istorice, au contribuit la dezvoltarea teatrului modern catalan. Cu origini problematice, toate recreate în operele sale, Ángel GuimerÁ a reușit nu numai să depășească simplicitatea operelor cu caracter istorico-patriotic caracteristic  epocii sale, ci a și introdus caracteristici personale, pline de dinamism, prin care a reușit să revoluționeze în special dramatismul catalan romantic, fără a neglija poeziile atât de plăcute lui.

## Scrieri
- 1883: Judith de Welp
- 1887: Poezii ("Poesies")
- 1888: Mare și cer ("Mar i cel")
- 1896: Sărbătoarea grâului ("La festa del blat")
- 1896: Câmpia joasă ("Terra baixa"), capodopera sa
- 1917: Indibil și Mandoni ("Indíbil i Mandoni")
- 1920: A doua carte de poezii ("Segón llibre de poesies").